# Beständighet
Beständighet är ett materials förmåga att motstå olika nedbrytningsprocesser.
Nedbrytningsprocesserna delas in i fem huvudgrupper:
1. Kemiskt angrepp
2. Elektrokemiskt angrepp
3. Fysikaliskt angrepp
4. Biologiskt angrepp
5. Strålningsangrepp

För ett och samma material är inte beständigheten lika god eller lika dålig. Stål har exempelvis god beständighet mot angrepp av svampar (biologiskt angrepp) men sämre beständighet mot rostangrepp (elektrokemiskt angrepp). Det är således viktigt att avgöra vilken form av angrepp som avses.

### Fotnoter
1. ↑  Burström, Per Gunnar (2010). Byggnadsmaterial. sid. 148-149